# Fish and chips
Fish and chips er en populær fastfoodret fra Storbritannien. Fish'n'chips er friturestegt fisk serveret med pomfritter.
I England blev fish and chips serveret i gårdagens avis, men det sker i dag yderst sjældent af helbredsmæssige grunde. Utrykt avispapir bruges dog nogle steder. Husholdningssalt, eddike og ærtemos bliver ofte brugt til fish and chips.
Fish and chips er også en del af det irske køkken.
Fiskeretten er populær over hele kloden. I Danmark har retten navnet fiskefileter, men til forskel fra fiskefileter, der bliver paneret og pandestegt, bliver fisken i fish and chips vendt i en tynd dej, oftest bestående blot af øl og mel ("beer battered"), dybstegt, og serveret i dejen sprød, tyk og porøs. De pommes frites (chips), som bliver serveret i England, er tykke og bløde, til forskel fra de amerikanske (Fries).